# ساكن السبخة

تعديل مصدري - تعديل

ساكن السبخة هي إحدى قرى عزلة جعار بمديرية خنفر التابعة لمحافظة أبين، بلغ تعداد سكانها 157 نسمة حسب تعداد اليمن لعام 2004.